# Yellow birch
Yellow birch is een houtsoort afkomstig Betula alleghaniensis (familie Betulaceae). De boom komt voor in het oosten van Canada en de Verenigde Staten.
Het is rechtdradig, en heeft een lichtbruin kernhout en een witachtig spinthout. 
Het hout wordt gebruikt voor meubels, fineer, multiplex, parket en draaiwerk. Het kan worden aangestast door Anobium kever larven.